# Carl Koch (Geologe)

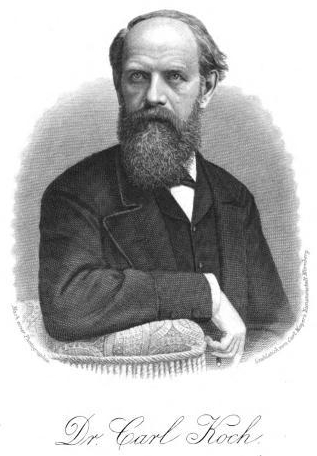

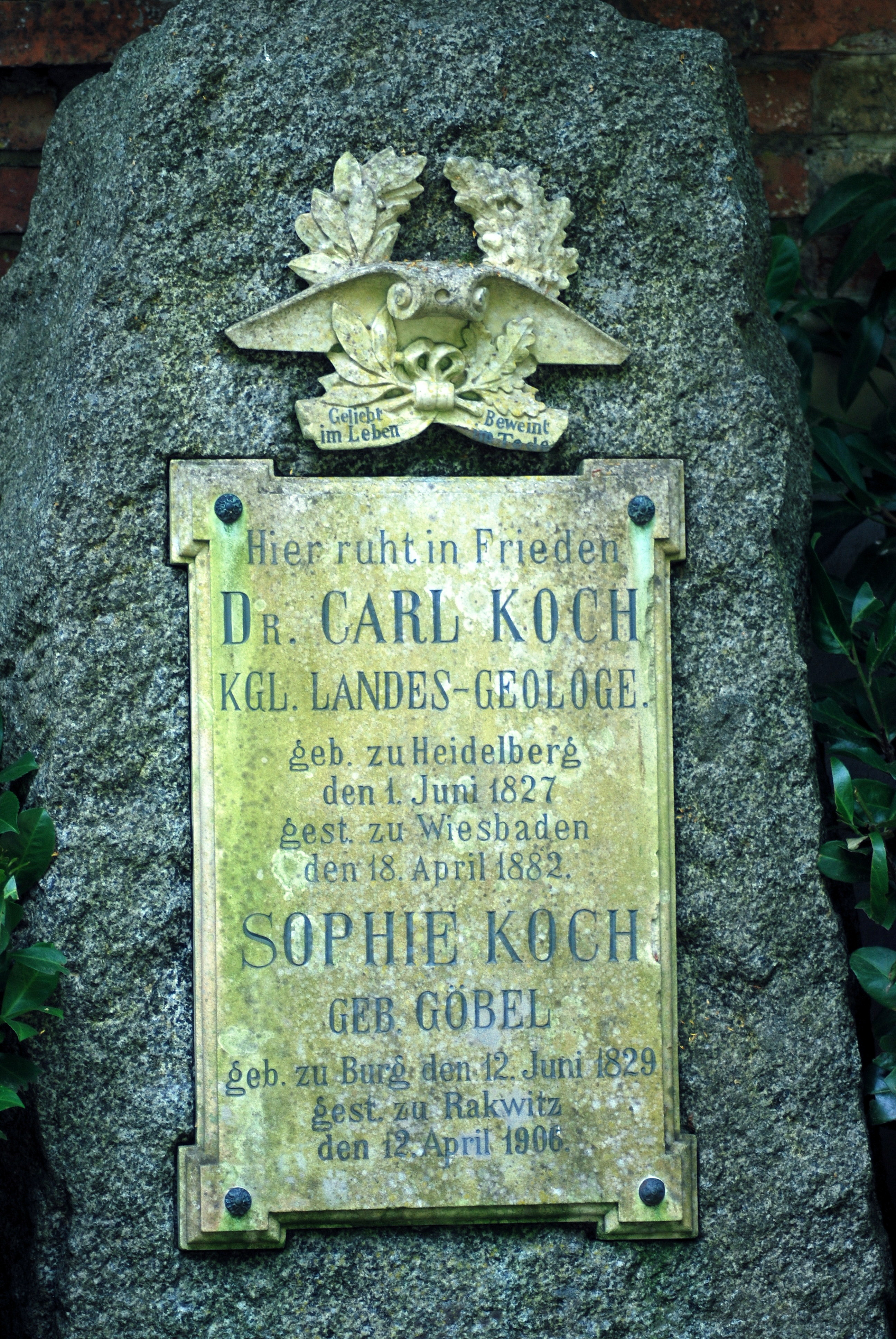
Grab von Carl Koch auf dem Nordfriedhof in Wiesbaden

Carl Koch (* 1. Juni 1827 in Heidelberg; † 18. April 1882 in Wiesbaden) war ein deutscher Naturforscher und Landesgeologe in Preußen.

## Leben
Carl Koch wurde als ältester Sohn des Gasthofbesitzers zum Carlsberg und seiner Frau Wilhelmine geb. Haas geboren. Nachdem sein Vater bereits 1831 frühzeitig verstorben war, wurde sein Onkel Ludwig Haas, ein Bergwerks- und Hüttenbesitzer aus Dillenburg, sein Vormund. Seine Mutter, sein zwei Jahre jüngerer Bruder Ludwig Koch und er verblieben noch bis 1844 in Heidelberg, damit Carl seine Schul- und Gymnasialausbildung bis zur Prima erhielt. Auf Ratschlag seines Onkels schlug Koch eine Laufbahn als Bergmann ein. So verrichtete er 1844 einen Kurs praktischer bergmännischer Arbeiten unter dessen Leitung und konnte 1845 seine Gymnasialausbildung auf dem Gymnasium Am Löhrtor in Siegen abschließen.
Ostern 1846 bezog er die Ruprecht-Karls-Universität Heidelberg, wo er im Corps Nassovia aktiv wurde. Er wechselte 1848 an die Philipps-Universität Marburg, wo er sich auch dem Corps Teutonia Marburg anschloss. 1849/50 ging er schließlich an die Hessische Ludwigs-Universität. Dort wurde er Mitglied des Corps Rhenano-Nassovia.
Er konzentrierte sich auf die Naturwissenschaften, besonders auf Physik und Chemie; jedoch sollte er nach dem Wunsch seiner Mutter und auf Drängen seines Onkels eine praktische Laufbahn einschlagen. Bevor er dazu überging, unternahm er 1852 eine größere Reise durch die Schweiz und die Tiroler Alpen und gelangte wenig später nach Italien. Hier beschäftigte er sich erstmals mit Botanik, Mineralogie und Geognosie.
Zurückgekehrt verschaffte ihm sein ehemaliger Lehrer Karl Cäsar von Leonhard eine Stelle, bei der er die Aufsicht über die Gipsgruben am Neckar unterhalb von Heilbronn erhielt, welche zur damaligen Zeit im Besitz der Grafen von Reichenbach-Lessonitz waren. In diese Zeit fallen auch seine ersten größeren literarischen Aufsätze, welche über die Trias, sowie den Gipsbau am badischen Neckar handeln und in Gustav Leonhards „Beiträge zur mineralogischen und geognostischen Kenntniss des Grossherzogthums Baden“ erschienen. Wenig später übernahm er die Stelle als Direktor des Kinzigtaler Bergwerk-Vereins, einer englischen Gesellschaft, die Silbergruben bei Schapbach besaß. Nach seiner Heirat am 3. April 1853 mit Sophie Göbel, Tochter des bereits verstorbenen Besitzers der Burger Eisenwerke, zog er 1854 gemeinsam mit ihr nach Dillenburg und übernahm dort 1855 die technische Leitung einer größeren Anzahl Eisensteingruben und des Schelder Werkes, welche er jedoch infolge der Weltwirtschaftskrise zwischen 1867 und 1869 vollständig veräußern musste.
Im Herbst 1867 wurde er vorübergehend Lehrer für Mineralogie, Geologie, Physik, Chemie und Mathematik an der Bergschule in Dillenburg. Nachdem am 13. November 1869 das Provinzial-Kollegium in Kassel seine Lehrbefähigung für die beiden oberen Klassen einer Realschule II. Ordnung bestätigte, trat er am 25. November 1869 die Stelle als Lehrer für Mathematik und Naturwissenschaften an der „Unterrichtsanstalt der israelitischen Religions-Gesellschaft in Frankfurt am Main“ an. Zusätzlich zu seinem normalen Arbeitspensum lehrte er noch an anderen Schulen, gab Privatunterricht und erstellte technische Gutachten. 1869 wurde er Mitglied des Vereins für naturwissenschaftliche Unterhaltung Frankfurt am Main, bei welchem er 1871 und 1872 als Präsident fungierte, und am 22. Januar 1870 Mitglied der Senckenberg Gesellschaft für Naturforschung in Frankfurt am Main.

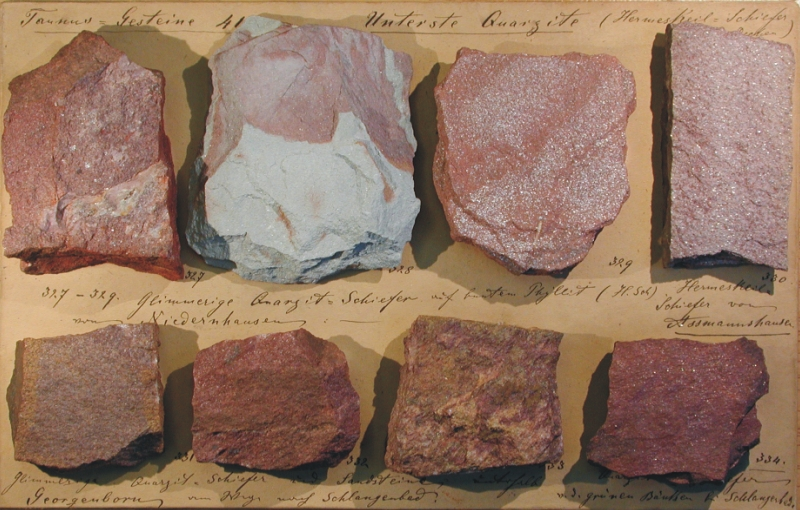
Geologische Sammlung im Museum Wiesbaden

1872 zog er nach Wiesbaden, wo er ab dem 1. Oktober 1872 provisorisch die Lehrstelle für Naturwissenschaften am Nassauischen Institut für Landwirtschaft am Geisberg innehatte. Definitiv wurde er erst am 29. November 1873 eingestellt. Bereits am 14. Mai desselben Jahres war er zum königlichen Landesgeologen der Preußischen Geologischen Landesanstalt, unter Beibehaltung seines Wohnsitzes in Wiesbaden, ernannt worden. In den folgenden Jahren arbeitete er vor allem an der Kartierung des Taunus und der känozoischen Bildungen an dessen Abhange und Fuße bis zum Rhein und Main.
Trotz seines Wohnsitzes in Wiesbaden hielt er weiter Vorlesungen in Frankfurt, begünstigt durch die Senckenbergische Gesellschaft. Er dozierte „über Geologie mit besonderer Berücksichtigung der Gegend um Frankfurt“ (Wintersemester 1867/77), „über Geognosie und Paläontologie der älteren Gebirgsformationen mit besonderer Berücksichtigung des Taunus“ (WS 1878/79) und „über mesozoische Schichten, besonders über das Mainzer Becken und die Diluvialgebilde“ (WS 1879/80).
Ab 1879 wurden seine Arbeiten durch körperliche Leiden mehrfach unterbrochen. Auch eine 1881 durchgeführte Reise in die Schweiz, zusammen mit seiner Frau Sophie, brachte keine Besserung. Er starb vor Vollendung seines 55. Lebensjahres und wurde am 20. April auf dem Nordfriedhof in Wiesbaden beigesetzt. Er hinterließ drei Töchter und einen Sohn.

## Werk

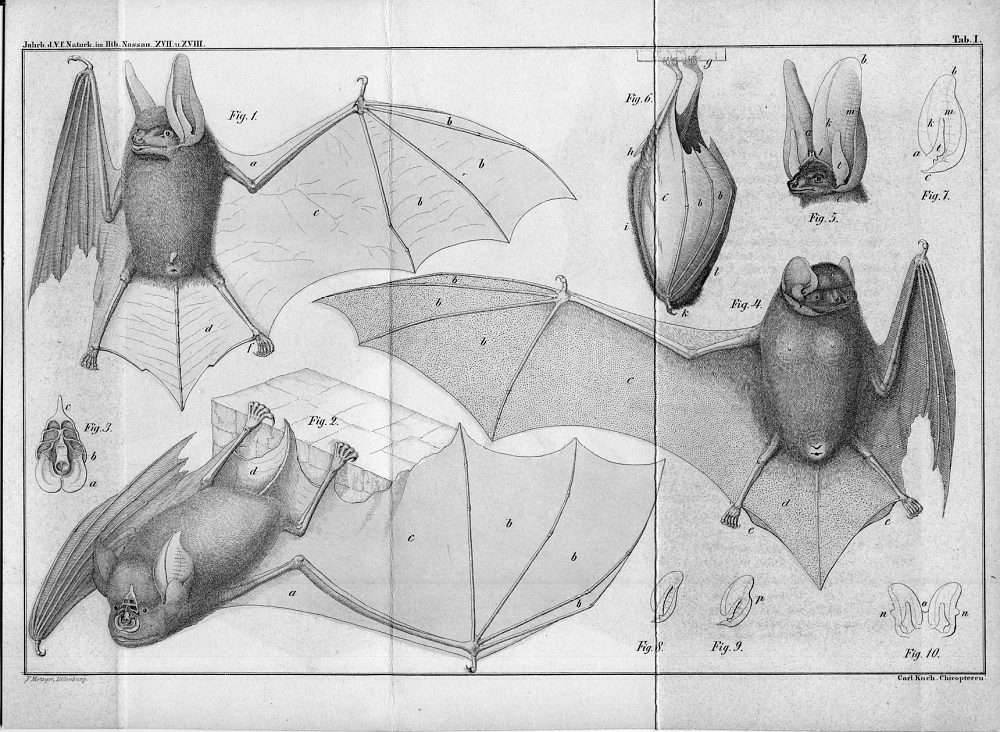
Tafel aus das Wesentliche der Chiropteren etc.

Die erste auf stratigraphische und paläontologische Beobachtungen begründete Gliederung der Schichten des rheinischen Unterdevon verdankt man Carl Koch. Auf dem Gebiet der Paläontologie vertiefte er sich auf die Homalonotidae, eine Trilobitenfamilie. In seinem ersten Aufsatz „über das Vorkommen von Homalonotus-Arten in dem rheinischen Unterdevon“ (1880) beschreibt er unter anderem Parahomalonotus mutabilis. Sein größeres Werk, welches er jedoch durch seinen Tod nicht mehr fertigstellen konnte, ist die „Monographie der Homalonotus-Arten des Rheinischen Unterdevon“, herausgegeben von Emanuel Kayser 1883. Darin überarbeitete er die Ergebnisse Roemers und Sandbergers grundlegend und nahm die Erstbeschreibungen von Digonus ornatus, Digonus rhenanus, Homalonotus scabrosus, Wenndorfia multicostata und Wenndorfia plana vor.
Neben der Geologie und Paläontologie nahm die Zoologie einen großen Teil seines Arbeitsspektrums ein. In den Anfangsjahren seiner wissenschaftlichen Tätigkeit beschäftigte er sich vor allem mit den Fledermäusen. Darunter sind seine Schriften „Die Fledermäuse (Chiropteren) Oberhessens und der angrenzenden Ländertheile“ (1860), „das Wesentliche der Chiropteren mit besonderer Beschreibung der in dem Herzogthum Nassau und den angränzenden Landestheilen vorkommenden Fledermäuse“ (in den Jahrbüchern des Nassauischen Vereins für Naturkunde 1862/63), „die Chiropteren-Fauna des Pollichiagebietes“ (1863) und sein Vortrag über „die Lebensweise der einheimischen Fledermäuse“ am 8. Januar 1869 in der Senckenbergischen Naturforschenden Gesellschaft zu nennen.
Später bearbeitete er auch das Themenfeld der Spinnentiere, worüber er die „Beiträge zur Kenntniss der Opilioniden des Mittel-Rhein-Gebietes“ (1871) verfasste. Aus den Materialien einer durch die Rüppell-Stiftung finanzierten Reise von Georg Hermann Grenacher und Friedrich Carl Noll nach Teneriffa im September 1871 bearbeitete er die „Beiträge zur Kenntniss der Arachniden der Canarischen Inseln“ (1872), worauf die „Beiträge zur Kenntniss der Arachniden Nord-Afrikas“ (1872/73), aus dem Material von Karl von Fritschs und Johannes Justus Reins Reise im Frühjahr 1872, folgten.

## Ehrungen

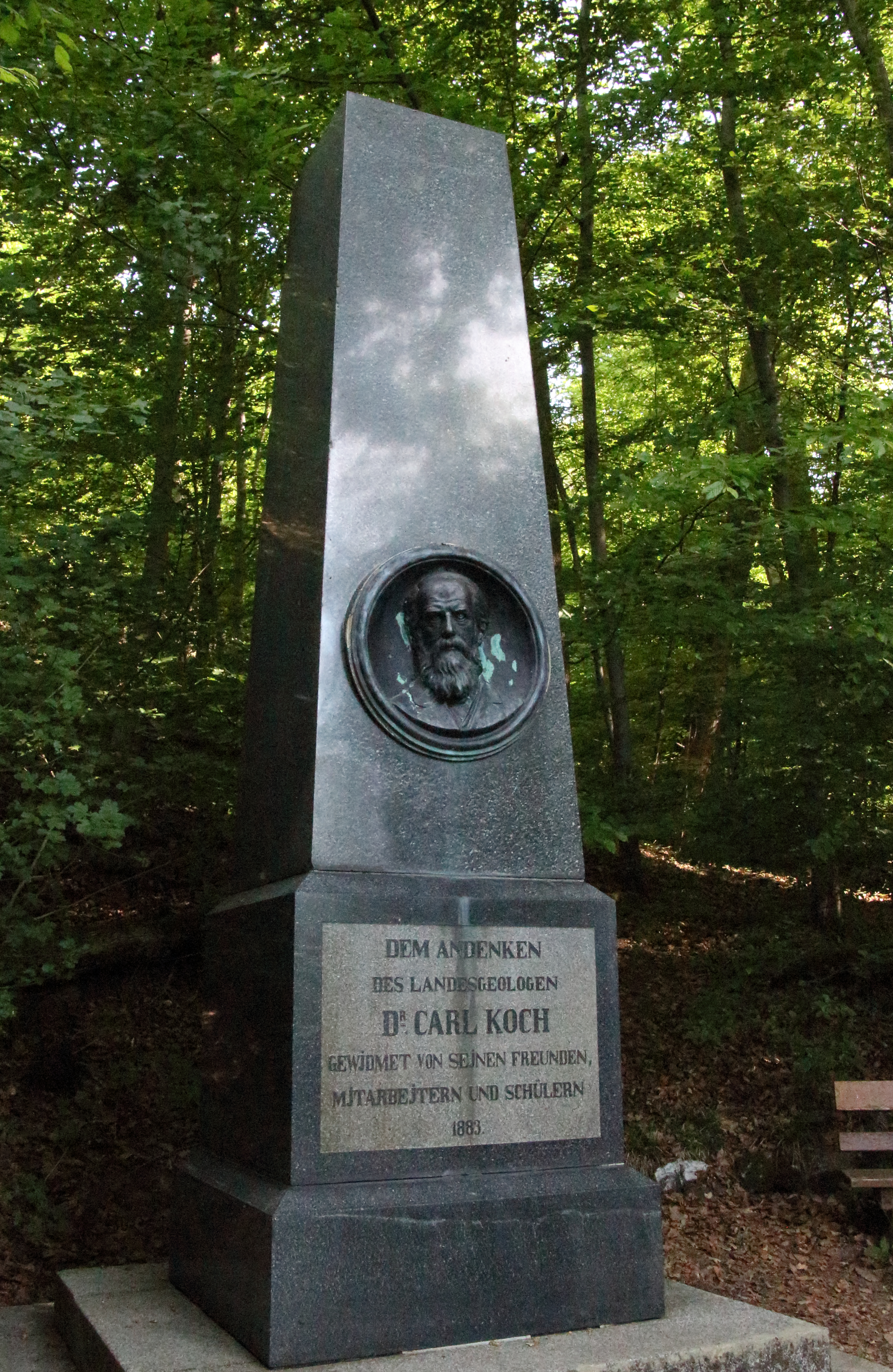
Denkmal für Carl Koch im Wiesbadener Nerotal, geschaffen vom Bildhauer Hermann Schies

In Würdigung seines Werks wurden unter anderem die Schneckenarten Rhinoclavis kochi, Lataxiena kochiana und Calliostoma kochi sowie der Kopffüßer Sepiadarium kochii nach ihm benannt. Bedingt durch seine Tätigkeit als Ratgeber der Stadt Wiesbaden in Fragen der Trinkwasserversorgung und Landesgeologie befindet sich ein Denkmal im Oberen Nerotal ▼ in Wiesbaden. Im Jahr 1874 wurde er zum Mitglied der Leopoldina gewählt.